# Isoetes rajasthanensis
Isoetes rajasthanensis là một loài dương xỉ trong họ Isoetaceae. Loài này được Gena & Bhardwaja mô tả khoa học đầu tiên.
Danh pháp khoa học của loài này chưa được làm sáng tỏ. 